# زن در حال خواندن
زن در حال خواندن (انگلیسی: Woman Reading) نقاشی از آنری ماتیس است که در سال ۱۸۹۴ کشیده و در موزه هنر مدرن پاریس نگه‌داری می‌شود. ماتیس این تابلو را دو سال بعد به نمایش گذاشت. این نقاشی را اولین کار ماتیس می‌دانند که سال ۱۸۹۶ برایش موفقیت و شهرت آورد. گویا اتاق، شبیه محل کار نقاش است و زن، بی‌توجه به اتاق و قاب‌ها و چیزهایی که در آن است، غرق خواندن کتاب و در حال و هوای خودش است.

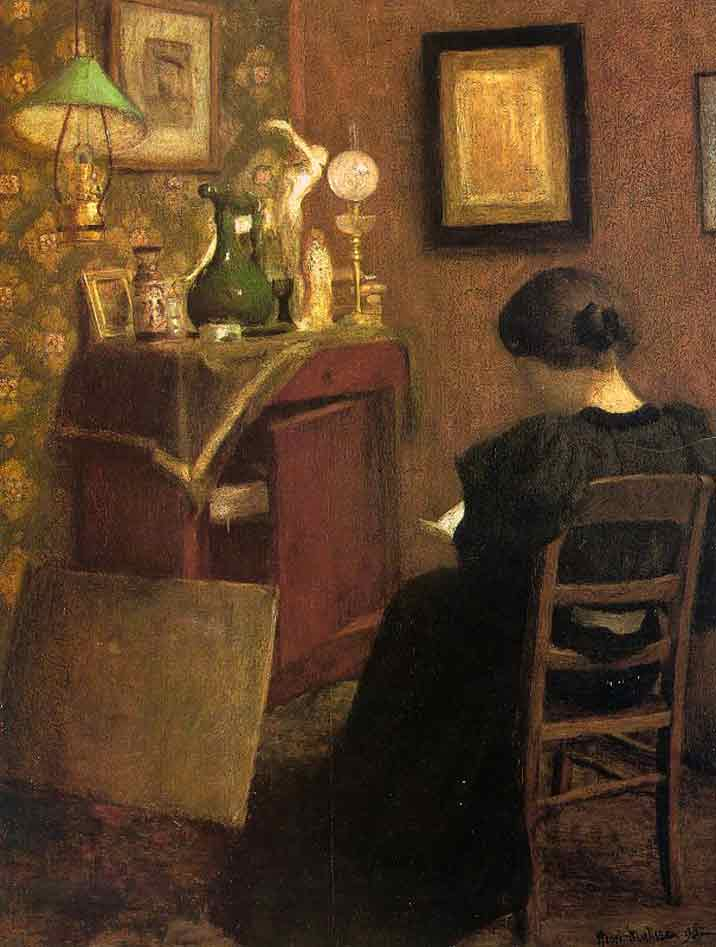
Woman Reading (La Liseuse), 1895, oil on board, 61.5 x 48 cm, Le Cateau-Cambrésis, Musée Matisse